# 沱河
沱河（读音：tuó hé），古作洨水（读音：xiáo shuǐ），位于中華人民共和國河南省东部和安徽省北部，原是直接入淮的水道，曾是漴潼河水系的一部分，现为怀洪新河左岸支流。全长295.5公里，流域面积5051平方公里。

## 干流概况
发源于河南省商丘市陇海铁路北侧李堤口西，流经虞城县、夏邑县、永城市，在王桥入安徽，经濉溪县、宿州市、固镇、五河县入淮河，长275km。
20世纪50年代，上游地区进行治理时，将河南商丘县的丰乐沟，夏邑县的响河，永城县的巴沟，安徽濉溪、宿县的唐河并入沱河。今沱河发源于商丘市梁园区北部李庄乡朱楼村，废黄河南大堤南侧，东南流经虞城县，夏邑县，永城市，安徽省濉溪县，宿州市埇桥区，于宿州市区西北建有沱河进水闸，将沱河水分流入新汴河。沱河沿固镇、灵璧县界和泗县、五河县界，向东南左汇唐河后注入沱湖。沱河最后经五河县城北的新开沱河闸汇入怀洪新河。全长295.5公里。途纳虬龙沟、王引河、唐河等支流。沱河原可通航。20世纪60年代，经过数轮治淮运动，夏邑县毛河口至宿州七岭段112km拓宽浚深，并建设七岭拦河闸，把沱河上段来水引入新汴河；闸下经五河县入淮河，称作南沱河。后沿途修建了张板桥、金黄邓、永城市张桥、淮北徐楼、淮北四铺等五座节制闸，以调蓄水量，方便排灌。
2011年启动沱浍河航运开发建设工程，建设标准为4级航道，通航能力为500吨级船舶。

## 流域概况
沱河流域面积5051平方公里，流域属暖温带半湿润季风气候，多年平均年降水量854毫米。